# 杜古沃洛武拉
杜古沃洛武拉（法語：Duguwolowula），是馬里的城鎮，位於該國西南部，由庫利科羅區的巴南巴省負責管轄，面積4,631平方公里，海拔高度364米，2009年人口43,289，人口密度每平方公里9.35人。
12°51′N 4°33′W / 12.850°N 4.550°W